# Aurangábád
Aurangábád je velkoměsto a hlavní město stejnojmenného okresu v indickém státě Maháráštra. V roce 2011 mělo 1 575 116 obyvatel. Svůj název má podle mughalského císaře Aurangzéba, který jej v roce 1653 připojil k svojí říši. Historicky bylo součástí státu Hajdarábád.
Je významné i jako centrum turismu, protože ve městě a okolí se nachází řada významných památek. Původně šlo o vesnici jménem Khadki, kterou Malik Ambar učinil roku 1610 centrem sultanátu Ahmadnagar. Město vzniklo na úpatí tehdy dávno opuštěného buddhistického jeskynního kláštera Malikem Ambarem. V letech 1682 až 1707 zde sídlil mughalský císař Aurangzéb. Jeho syn zde nechal postavit Aurangzébovi hrobku, inspirovánou do značné míry Tádž Mahalem. Po roce 1763 význam města poklesl.